# Piero D'Alì
Pietro D'Alì (Milano, 5 luglio 1963) è un velista italiano.

## Biografia
È cresciuto in Liguria dove ha iniziato a guidare le barche sul gozzo di famiglia.
A sette anni, durante le vacanze in Sicilia inizia le prime esperienze veliche su uno spark, continuando poi con l'optimist nella scuola vela di Portofino. A 13 anni fa parte dell'equipaggio del Guia IV, la barca di Giorgio Falck. Regata in 420 e 470 diventando campione italiano di entrambe le classi. 
Randista di Luna Rossa durante la LVC 2000.